# Juiz revisor
Juiz revisor é um magistrado revisor ou um segundo julgador, para análises aos autos e provas de um processo judicial, manifestando-se depois da do juiz relator e antes do julgamento. Sua função é para garantir mais segurança jurídica ao sistema.